# یاسوهیتو اندو
یاسوهیتو اندو (به انگلیسی: Yasuhito Endo) بازیکن سابق فوتبال اهل ژاپن است که در پست هافبک بازی می‌کرد.
اندو در ۹ ژانویه ۲۰۲۴ از فوتبال خداحافظی کرد. وی همچنین با ۶۷۲ بازی رکورد دار بیشترین بازی در جی لیگ است.